# William Harrell Felton
William Harrell Felton (ur. 19 czerwca 1823 k. Lexington, Oglethorpe County, Georgia, zm. 24 września 1909 w Cartersville, Georgia) – amerykański polityk, lekarz, duchowny metodystyczny, członek Izby Reprezentantów z ramienia Partii Demokratycznej.
Studiował na University of Georgia w Athens i w Medical College of Georgia w Augusta. Pracował jako lekarz i nauczyciel, zajmował się także interesami w branży rolniczej. W 1851 po raz pierwszy został wybrany do Izby Reprezentantów stanu Georgia. W 1857 r. przyjął święcenia duchowne. W czasie wojny secesyjnej udzielał się jako chirurg wojskowy.
Od marca 1875 do marca 1881 roku zasiadał w Izbie Reprezentantów USA. Ubiegał się bez powodzenia o reelekcję w roku 1880; powrócił następnie do działalności duszpasterskiej oraz interesów prywatnych. W latach 1884–1890 ponownie zasiadał w stanowej Izbie Reprezentantów.
Był żonaty z Rebeccą Latimer; w 1922 została ona pierwszą w historii USA kobietą zasiadającą w Senacie Stanów Zjednoczonych.